# Victor Danielsen
Victor Danielsen (1894 –1961) est un pasteur, missionnaire, traducteur et écrivain féroïen. Il a joué un rôle de premier plan dans l’implantation du mouvement des l’Assemblée des Frères (Frères de Plymouth) aux îles Féroé et dans la promotion de la langue féroïenne.

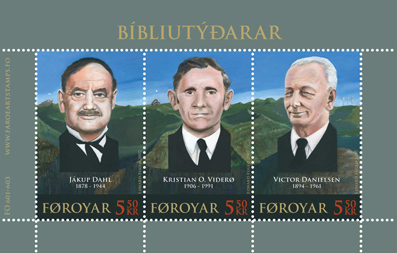
Les trois traducteurs de la Bible en féroïen : Jákup Dahl, Kristian Osvald Viderø et Victor Danielsen. Série de timbres émise par les Postes féroïennes en 2007.

## Biographie
Victor Danielsen est né le 28 mars 1894 à Søldarfjørður, sur l’île d’Eysturoy. En 1911 il entreprend des études à l’École normale d’instituteurs de Tórshavn, dont il sort major de sa promotion en 1914. Nommé dans différents établissements scolaires de l’est de son île natale - à Søldarfjørður, Glyvrar et Lamba - il abandonne toutefois l’enseignement au bout de six mois pour devenir missionnaire.
En 1916, il quitte de l’Église nationale féroïenne, de confession luthérienne, et rejoint l’Assemblée des Frères (en féroïen Brøðrasamkoman), un mouvement évangélique implanté aux îles Féroé à la fin du XIXe siècle à la suite de l’action du missionnaire écossais William Gibson Sloan.
Il épouse en 1920 Henrikka Malena Olsen (1896-1997), native de Søldarfirði, et s’installe comme pasteur et missionnaire à Fuglafjørður.
En 1930, l’Assemblée des Frères de Tórshavn lui demande de traduire l’Épître aux Galates en féroïen, puis tout le Nouveau Testament, qui paraît en 1937, quelques mois avant la traduction de Jákup Dahl, de l’Église luthérienne.
Victor Danielsen entreprend ensuite de traduire l’Ancien Testament, tâche qu’il achève en 1939. Son travail, toutefois, repose sur des traductions de la Bible dans d’autres langues scandinaves, en allemand et en anglais, alors que Dahl traduit directement de l’hébreu et du grec. Du fait de la Seconde guerre mondiale, la publication ne verra cependant le jour que dix ans plus tard, en 1949. La traduction « officielle » de Dahl et Kristian Osvald Viderø, quant à elle, ne sera publiée qu’en 1961. C'est ainsi que l'on peut considérer à bon droit Victor Danielsen comme le premier traducteur de la Bible en langue féroïenne.
Outre sa traduction de la Bible, Victor Danielsen a mis en vers 27 psaumes et traduit en féroïen quelque 870 psaumes et cantiques. Il a également traduit une vingtaine d’ouvrages de l’islandais, du danois, du norvégien et de l’anglais, notamment le Voyage du Pèlerin, La guerre sainte et L’abondance de la grâce, de John Bunyan, ainsi que des livres de l’évangéliste américain Dwight L. Moody. Il est également l’auteur de deux romans à thématique religieuse : Aðru ferð, paru en 1927 et Nei, lyftið sveik ikki en 1947.
Il décède à l’âge de 66 ans le 2 février 1961 à Fuglafjørður, un village de l’est de l’île d’Esturoy.
En 2007, les postes féroïennes ont émis un bloc de trois timbres en l'honneur des trois traducteurs de la Bible : Jakup Dahl (1878-1944), Kristian Osvald Viderø (1906-1991) et Victor Danielsen.
Une statue de Victor Danielsen, œuvre du sculpteur féroïen Hans Pauli Olsen, a été inaugurée à Fuglafirði en 2008.